# Цуканово (Московская область)
Цуканово — посёлок сельского типа в Можайском районе Московской области, в составе сельского поселения Замошинское. Численность постоянного населения по Всероссийской переписи 2010 года — 38 человек, в посёлке числится 1 улица — Родионовка. До 2006 года Цуканово входило в состав Колоцкого сельского округа.
Посёлок расположен на западе района, примерно в 6 км к югу от Уваровки, на автотрассе М1 Беларусь, у истоков безымянного правого притока реки Колочь, высота над уровнем моря 238 м. Ближайшие населённые пункты — Соловьёвка на западе, Бедняково на юге и Копытово на северо-востоке.

## Галерея

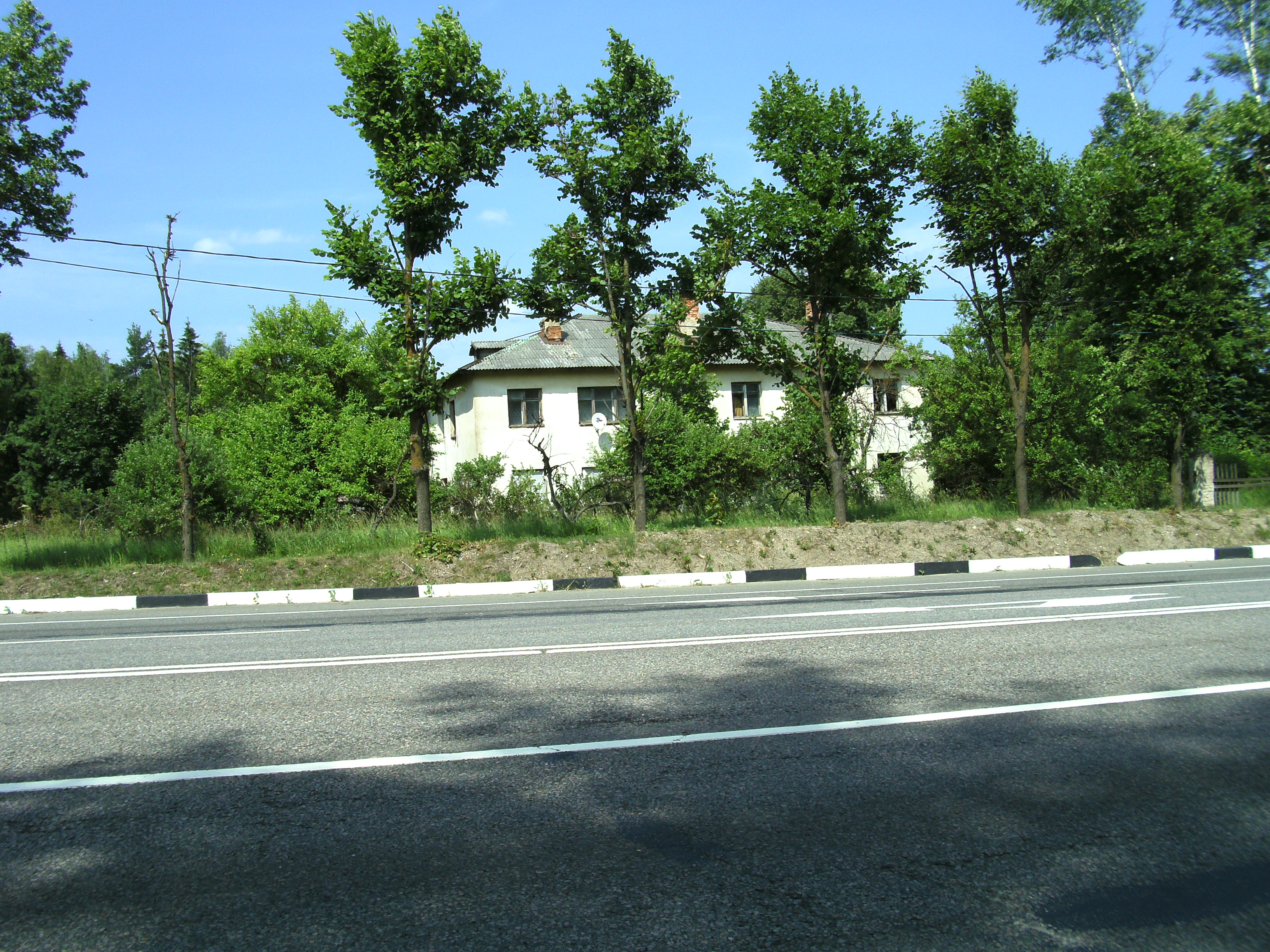
Дом в Цуканово
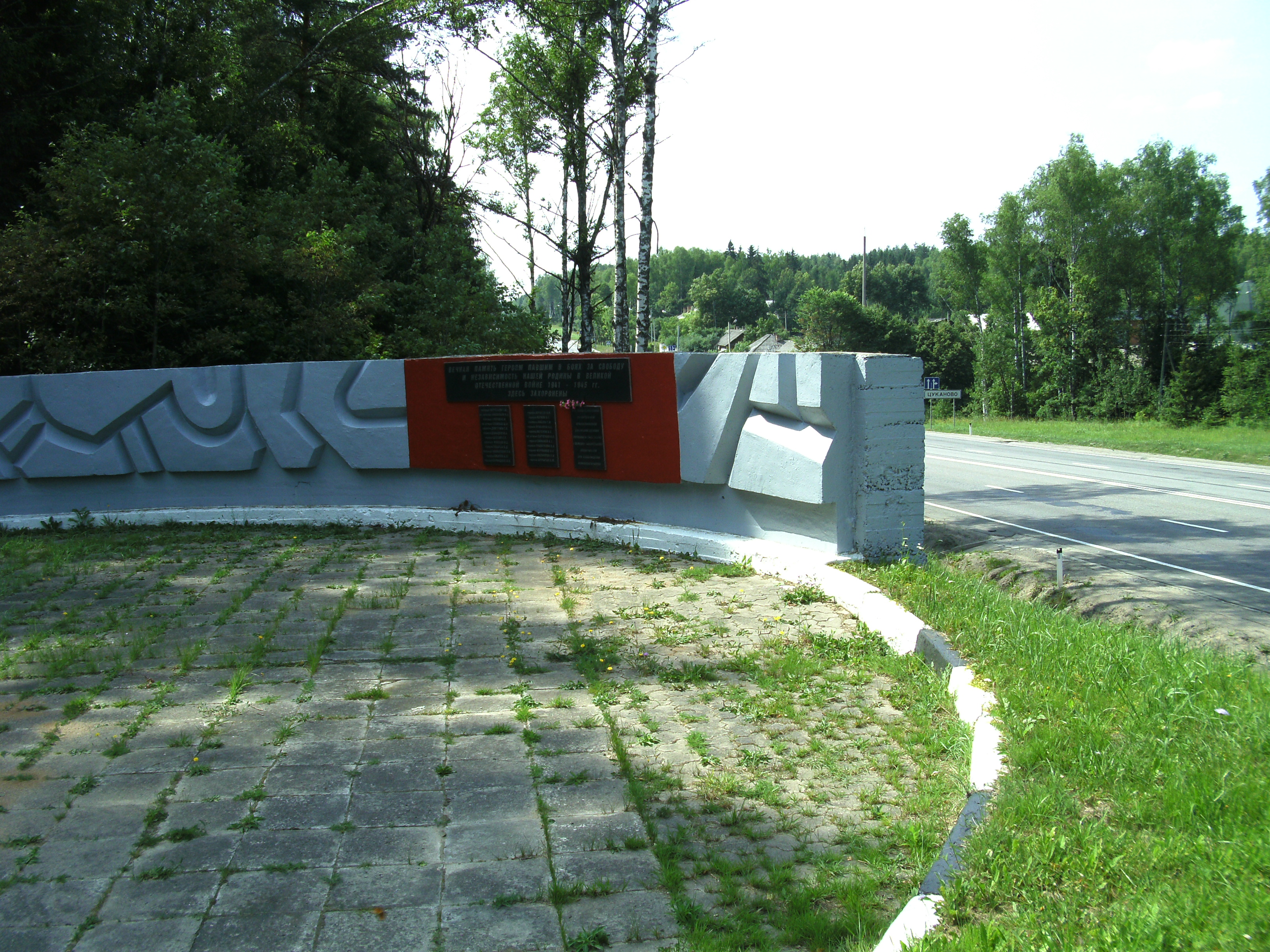
Воинский мемориал у Цуканово
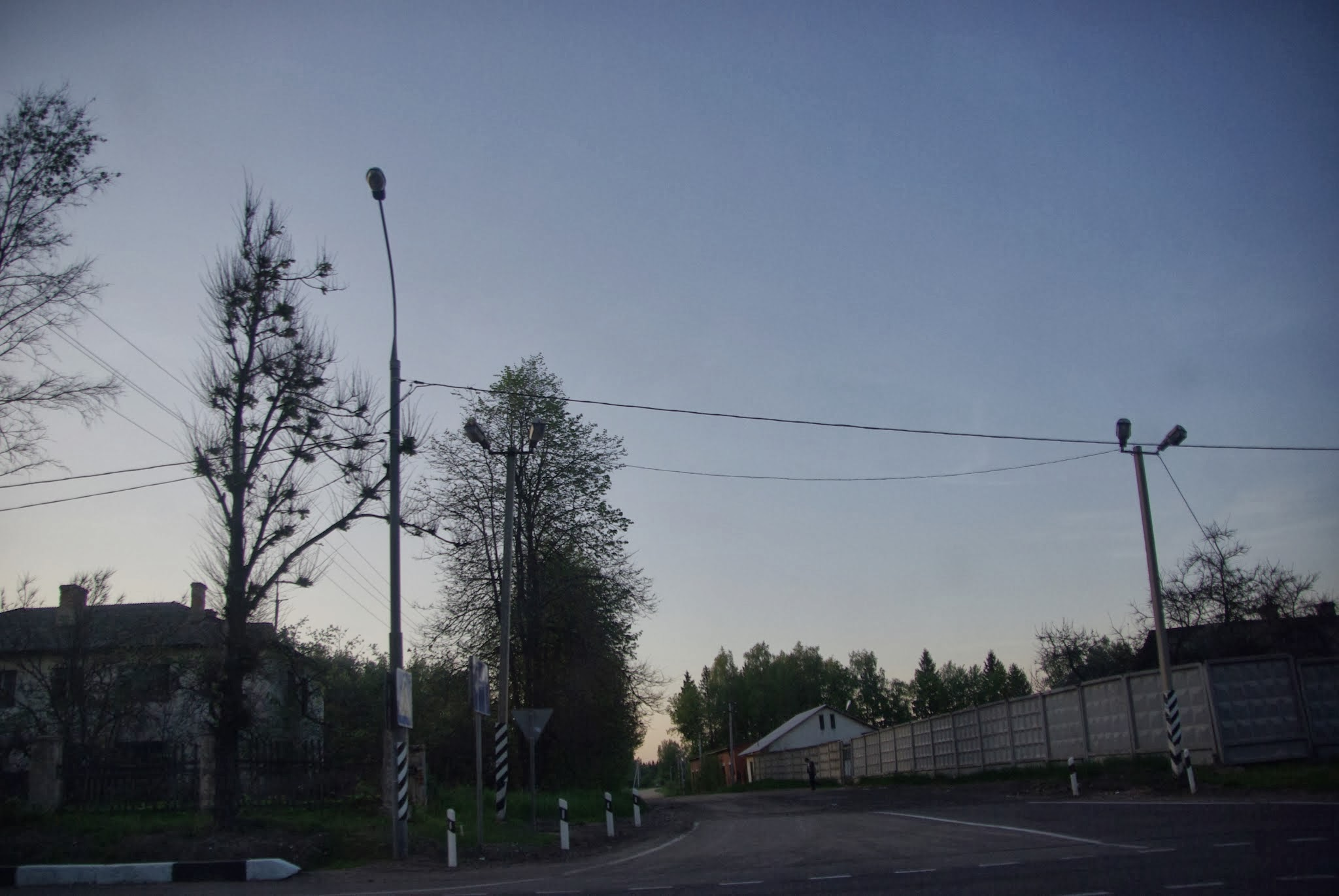
Улица в Цуканове в вечернее время